# Bekas
Bekas is een Zweedse film uit 2012, geregisseerd door Karzan Kader. De film draait om twee jongens die in Irak ten tijde van het bewind van Saddam Hoessein leven.
De film won het Dubai International Film Festival  van 2012.

## Verhaal
Twee Koerdische broertjes, Dana (10) en Zana (7), waarvan de ouders overleden zijn, werken als schoenpoetsers. Er draait een film over Superman in hun dorp in Irak. Omdat ze geen geld hebben voor de entree,  kijken ze door een raam vanaf het dak totdat ze ruw weggejaagd worden. Op initiatief van Dana gaan ze op weg naar de V.S., zogenaamd naar Superman. Zana wil wel, omdat hij denkt dat Superman Saddam Hoessein kan verjagen en hen ook tegen allerlei andere mensen kan beschermen, en zelfs hun ouders tot leven kan wekken.
Zonder dat Dana het weet, wil Zana echter eigenlijk naar een meisje toe waar hij verliefd op is, dat met haar ouders naar Amerika is vertrokken. Ze denken goedkoop een ezel te kopen, maar even later blijkt dat ze opgelicht zijn door iemand die niet de eigenaar is. Hun blinde opa geeft hun een horloge, en overlijdt korte tijd later. Met het horloge kopen ze alsnog de ezel, en noemen hem Michael Jackson. Met gebruikmaking van een weinig gedetailleerde wereldkaart, waarop ze Irak en Amerika niet goed weten aan te wijzen, gaan ze op pad. Na verloop van tijd ontmoeten ze het meisje, dat toch niet naar Amerika gaat. Dana wil er nu ook niet meer naartoe, maar Zana wel, desnoods alleen.
Ze leggen de ruzie weer bij, verkopen de ezel en laten zich door mensensmokkelaars de grens over brengen. Ze mogen ook een stuk in de auto meerijden met een vriendelijke man die hun moeder heeft gekend, maar later worden ze midden in de woestijn uit de auto gezet door degene met wie de man meereed. Hangend onder een vrachtauto leggen ze nog een traject af. Op een gegeven moment, terwijl ze weer te voet zijn, stapt Dana per ongeluk op een landmijn. De mijn ontploft niet, maar de broertjes zijn bang dat dat alsnog gebeurt als hij zijn voet weer optilt. Zana gaat hulp halen. Uiteindelijk blijkt de mijn toch niet af te gaan.